# 아콰 (축구 선수)
파브리스 알크비아드스 마이에쿠(포르투갈어: Fabrice Alcebiades Maieco, 1977년 5월 30일, 앙골라 벵겔라 ~ )는 아콰(포르투갈어: Akwá)라고 알려진 앙골라의 전 축구 선수로, 앙골라 축구 국가대표팀에서 스트라이커로 활약하였다. 아콰의 형제 하스카 (Raska)는 앙골라에서 축구 선수로 활동하고 있다.
아콰는 1994년에 축구 경력을 시작하였으며, 포르투갈 리가에서 4년 동안 세 팀 (SL 벤피카, FC 아우베르카, 아카데미카 드 코임브라)에서 뛰었다. 이후에는 카타르 리그로 옮겨 7년 동안 세 팀(알와크라 SC, 알가라파 SC, 카타르 SC)에서 활약하며 1998-99 시즌에 27경기에서 11골을 넣어 리그 득점왕, 네 번의 카타르 크라운 프린스 컵 우승을 경험하였다. 그는 2006년 알와크라 SC에서 방출되었고, 2007년 앙골라의 페트루 아틀레티쿠에 입단한 뒤, 2008년에 은퇴를 선언하였다.
아콰는 앙골라 축구 국가대표팀에서 1995년부터 2006년 80경기에서 36골을 넣었고, 그는 1995년 모잠비크와의 경기에서 데뷔하였다. 아콰는 앙골라의 첫 FIFA 월드컵 출전 (2006년 FIFA 월드컵) 에 크게 공헌한 선수로, 월드컵에서 주장으로 앙골라의 3경기에 모두 출전하였으나, 골은 넣지 못했다. 그는 2006년 FIFA 월드컵 이후 국가대표팀에서 은퇴하였다.
아콰는 현재 앙골라 입법의회의 구성원이며, 앙골라 축구의 발전에 큰 관심을 갖고 있다.